# Chedli Klibi
Chedli Klibi (en árabe: الشاذلي القليبي‎; Túnez, 6 de septiembre de 1925-Cartago,13 de mayo de 2020) fue un político tunecino. Fue Secretario General de la Liga Árabe durante once años.

## Biografía
Sobrino de Mohieddine Klibi, una figura del Destour, Chedli Klibi completó sus estudios de secundaria en el Colegio Sadiki, graduándose en 1944 con una licenciatura en filosofía. Después de realizar estudios superiores en la Universidad de la Sorbona, donde obtuvo una licenciatura en lengua y literatura árabe en 1947, obtuvo la agregación en 1950. Con un dominio del árabe y el francés, impartió cursos en el Instituto de Estudios Avanzados de Túnez y en la Escuela Normal Superior.

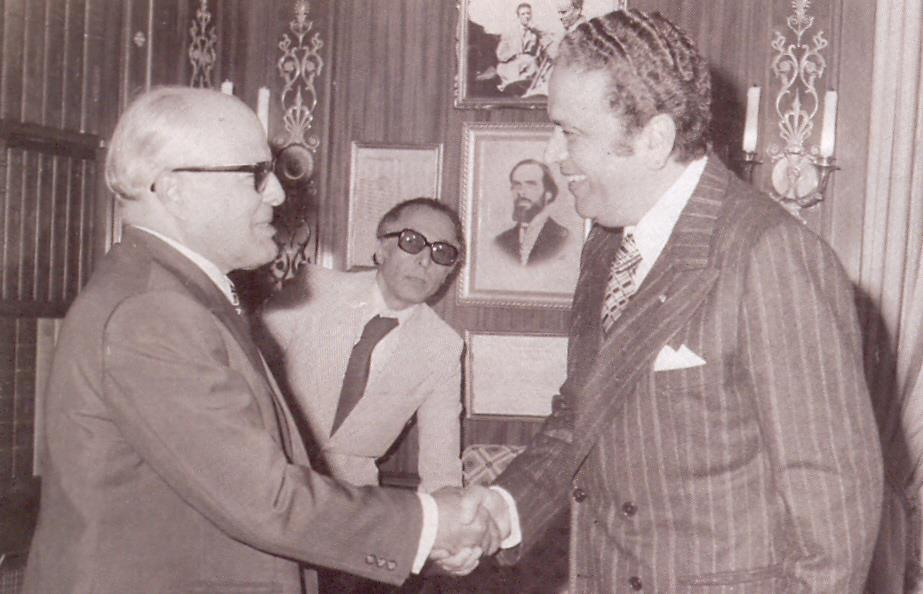
Chedli Klibi entre Habib Bourguiba y Hédi Mabrouk en 1973.

Director general de Radio Tunis en 1958, fue el primer ministro de Túnez de Asuntos Culturales  (1961-1970, 1971-1973, 1976-1978) bajo la presidencia de Habib Bourguiba, luego fue director de la Oficina del Presidente de 1974 a 1976 antes de  ser Ministro de Información de 1978 a 1979. También fue alcalde de Cartago de 1963 a 1990.
El 28 de junio de 1979 fue nombrado Secretario General de la Liga Árabe. El 3 de septiembre de 1990, renunció a su puesto sin dar ninguna razón, aunque los observadores consideraron que la posición de Klibi se había vuelto incómoda tras el estallido de la Guerra del Golfo entre Irak y Kuwait. Su reemplazo estuvo asegurado por su adjunto libanés Assad al-Assad. Durante su mandato como Secretario General, se celebraron tres cumbres ordinarias de jefes de Estado árabes, así como seis cumbres extraordinarias.
Miembro de la Cámara de Consejeros desde 2005, Chedli Klibi pasó su jubilación en su residencia de Cartago con su esposa Kalthoum Klibi, de soltera Lasram, mientras seguía siendo miembro del comité central del partido gobernante, la Agrupación Constitucional Democrática, hasta la revolución de 2011.
Murió el 13 de mayo de 2020 en Cartago a la edad de 94 años.

## Distinciones
- Grand cordón de la orden de la Independencia (Túnez);[7]
- Gran cordón de la Orden de la República (Túnez);[7]
- Gran cordón de la Orden Nacional del Mérito (Túnez);[8]
- Gran cordón del Estado de Palestina;[9]
- Medalla del Presidente de la República Argelina;[10]
- Medalla de Honor de la Universidad de Túnez;[2]
- Doctor honoris causa de la Universidad de Túnez.[11]

## Publicaciones
Chedli Klibi es el autor de Orient-Occident : la paix violente, publicado en 1999, que fue escrito en forma de entrevista con la periodista francesa Geneviève Moll, en la que aborda varias cuestiones relacionadas con el islam, Europa y su experiencia como Secretario General de la Liga Árabe. También es autor de otras reflexiones sobre la geopolítica tunecina y árabe.
- Orient-Occident, la paix violente (en francés). París: Sand. 1999. ISBN 978-2-710-70635-9. Consultado el 24 de mayo de 2020.
- Habib Bourguiba, radioscopie d'un règne (en francés). Túnez: Déméter. 2012. ISBN 978-9-973-70626-3. OCLC 816390181..[12]
- تونس و عوامل القلق العربي [La Tunisie et les facteurs d'anxiété arabes] (en árabe). Túnez: Sud Éditions. 2020.[13]